# Кязым-ага Салик
Кязым-ага Салик (азерб. Kazım ağa Salik; 1781, Икинджи Шихлы, Казахский султанат — 1842, Икинджи Шихлы, Грузинская губерния, Российская империя) — азербайджанский поэт, брат Мустафа-ага Арифа.

## Биография
Салик, родом из Шамкирского района, родился в 1781 году в селе Икинджи Шихлы Казахского султаната, где получил свое первое обучение и образование. Предков по отцовской стороне Салика называли «Шахзаде», а его мать происходила из знатного рода Дильбаз. Позже его предки переселились в Шихлы. Поэт, пользовавшийся глубоким уважением в среде, в которой он жил с детства, провел свою юность счастливой и радостной, не видел никаких финансовых затруднений. Он всегда оптимистично смотрел на жизнь, поощрял своих современников наслаждаться благами мира. Однако смерть его брата Мустафа-ага Арифа, позже его дочери Хейраннисы, а затем его близкого друга и коллеги Яхья-бека в преклонном возрасте серьезно повлияла на здоровье Салика. Поэт скончался в 1842 году в родном селе.

## Творчество
Кязым-ага Салик является одним из самых талантливых поэтов своего времени. Он продолжил и развил классический стиль поэзии, традиции Физули и литературную школу Вагифа в азербайджанской литературе. В своих произведениях он проповедовал счастливую жизнь и осмысленную жизнь. Салик также был другом пота Мирза Мухаммеда Фядаи. Поэт также владел персидским языком и писал на нём стихи и газели.